# Leptogaster aestiva
Leptogaster aestiva är en tvåvingeart som beskrevs av White 1914. Leptogaster aestiva ingår i släktet Leptogaster och familjen rovflugor. Inga underarter finns listade i Catalogue of Life.